# Kino.net
Die Kino.net AG (Eigenschreibweise KINO.NET AG) ist eine unabhängige Schweizer Filmproduktionsfirma mit Sitz in Zürich. Die Firma wurde 2008 von dem Filmemacher und Produzenten Steff Gruber gegründet. Die Gesellschaft ging aus der 1989 gegründeten Firma Vérascope Films hervor.
Die Kino.net AG gliedert sich in die drei Bereiche Produktion, Vertrieb und Weltrechte und Produktions- und Postproduktionsstudio. Im Vordergrund der Tätigkeiten stehen die Realisierung unabhängiger Kino- und Dokumentarfilme sowie Videokunst. Dazu bietet die Gesellschaft die Übernahme der Aufgaben des Vertriebs und der Weltrechte der produzierten Filme. Die dritte Sparte bildet die umfassende technische Ausstattung des firmeneigenen Produktions- und Postproduktionsstudios.
Die Kino.net AG besitzt neben einem HD-Schnittplatz modernste digitale Aufnahmeausstattung für Bild und Ton. Zur Verfügung stehen ausserdem Geräte, die das Abspielen und Transferieren von fast allen Aufnahmeformaten erlauben.

## Produktionen
- Passion Despair (2011)
- Fire Fire Desire (2017)

## Weltrechte
- Moon in Taurus (1980)
- Fetish & Dreams (1985)
- Location Africa (1987)
- Secret Moments (2006)
- Passion Despair (2011)
- Fire Fire Desire (2017)